# Crochet de Lie
Pour les articles homonymes, voir crochet.
Un crochet de Lie est une loi de composition interne [∙, ∙] sur un espace vectoriel, qui lui confère une structure d'algèbre de Lie. Le commutateur de deux endomorphismes u et v, noté [u, v] = uv – vu, est l'un des exemples les plus simples.
Le nom de crochet de Lie, ou simplement crochet, est souvent employé pour le crochet de Lie de deux champs de vecteurs sur une variété différentielle.

## Définition générale
Soit V un espace vectoriel sur un corps commutatif K. Un crochet de Lie est une loi de composition interne sur V (c'est-à-dire que le crochet de Lie de deux vecteurs est encore un vecteur : {\displaystyle \forall x,y\in V,\quad [x,y]\in V}), vérifiant les propriétés suivantes :
1. bilinéarité : 
  - {\displaystyle \forall x,x',y\in V,\lambda ,\mu \in K,[\lambda x+\mu x',y]=\lambda [x,y]+\mu [x',y]},
  - {\displaystyle \forall x,y,y'\in V,\lambda ,\mu \in K,[x,\lambda y+\mu y']=\lambda [x,y]+\mu [x,y']} ;
2. l'application bilinéaire [∙, ∙] est alternée : {\displaystyle \forall x\in V,\quad [x,x]=0} ;
3. relation de Jacobi : {\displaystyle \forall x,y,z\in V,[x,[y,z]]+[y,[z,x]]+[z,[x,y]]=0.}

Remarques
Toute application multilinéaire alternée est antisymétrique (et la réciproque est vraie si la caractéristique du corps est différente de 2). Tout crochet de Lie est donc antisymétrique : {\displaystyle \forall x,y\in V,[x,y]=-[y,x]}. 
Si l'on combine la bilinéarité avec l'antisymétrie {\displaystyle [\lambda x+x',y]=-[y,\lambda x+x']} on peut ne vérifier la linéarité que sur une seule composante :{\displaystyle [\lambda x+x',y]=\lambda [x,y]+[x',y]}.
Muni d'un crochet de Lie, un espace vectoriel devient une algèbre de Lie.

## Crochet de Lie de deux champs de vecteurs
Soit V une variété différentielle et X et Y deux champs de vecteurs sur V. On note X . f la dérivée de la fonction f dans la direction du champ X. Le crochet de Lie de X et Y est l'unique champ de vecteur, noté [X,Y], tel que, pour toute fonction f lisse,
{\displaystyle [X,Y]\cdot f=X\cdot (Y\cdot f)-Y\cdot (X\cdot f)}
On montre en effet qu'un champ de vecteurs Z peut être caractérisé par la façon dont il dérive les applications. On vérifie en outre 
que l'application [∙, ∙] définit bien un crochet de Lie sur les champs de vecteurs. 
Lorsque deux champs de vecteurs ont un crochet nul, on dit qu'ils commutent.